# Acrotomodes hielaria
Acrotomodes hielaria là một loài bướm đêm trong họ Geometridae.